# Marjane Holding
Marjane Group (in arabo مرجان‎?, lett. "il corallo") è una catena della grande distribuzione organizzata in Marocco di proprietà di Al Mada, la holding controllata dalla famiglia reale del Marocco.
Fondata nel 1990 con l'apertura del primo ipermercato a Rabat. È la più diffusa nell'intero Paese con 37 ipermercati (2017).
Altre insegne del gruppo sono i supermercati food Acima con 40 punti vendita e i punti vendita Electroplanet (elettrodomestici).

## Ipermercati

### Casablanca - Settat (9)
- Ipermercato Casablanca - Californie (1993 - 6 500 m²)
- Ipermercato Casablanca - Ain Sebaa (2000 - 8 500 m²)
- Ipermercato Casablanca - Derb Soultane (2005 - 10 000 m²)
- Ipermercato Casablanca - Hay Hassani (2007 - 8 300 m²)
- Ipermercato Casablanca - Morocco Mall (2011 - 7 222 m²)
- Ipermercato Casablanca - Sidi Othman (2014 - 6 500 m²)
- Ipermercato Casablanca - Tachfine Center (2014 - 19 000 m² - centro commerciale[4])
- Ipermercato Mohammedia (2003 - 7 200 m²)
- Ipermercato El Jadida (2013 - 6 840 m²)

### Rabat - Salé - Kenitra (5)
- Ipermercato Rabat - Bouregreg (1990 - 5 200 m²)
- Ipermercato Rabat - Hay Riad (2000 - 8 500 m²)
- Ipermercato Kénitra (2007 - 7 500 m²)
- Ipermercato Salé - Tabriquet (2011 - 13 080 m²)
- Ipermercato Sidi Slimane - (2013 - 3 770 m²)

### Tangeri - Tétouan - Al Hoceima (5)
- Ipermercato Tangeri - Madina (2002 - 6 500 m²)
- Ipermercato Tangeri - Al Ikhlass (2009 - 6 571 m²)
- Ipermercato Tétouan (2004 - 5 200 m²)
- Ipermercato Larache (2013 - 4 177 m²)
- Ipermercato Al Hoceima (2013 - 2 600 m²)

### Oriental (4)
- Ipermercato Oujda - Angad (2007 - 6 500 m²)
- Ipermercato Saidia - Medina Mall (2009 - 3 200 m²)
- Ipermercato Nador (2009 - 6 571 m²)
- Ipermercato Berkane  (2013 - 3 680 m²)

### Beni Mellal - Khenifra (3)
- Ipermercato Béni Mellal (2010 - 4 500 m²)
- Ipermercato Khouribga (2010 - 6 500 m²)
- Ipermercato Fquih Ben Salah (2012 - 2 830 m²)

### Marrakech - Safi (4)
- Ipermercato Marrakech - Ménara (1999 - 9 900 m²)
- Ipermercato Marrakech - Massira (2006 - 6 500 m²)
- Ipermercato Safi (2007 - 6 500 m²)
- Ipermercato El Kelâa Des Sraghna (2011 - 2 138 m²)

### Fès - Meknès (5)
- Ipermercato Fès - Agdal (2001 - 6 400 m²)
- Ipermercato Fès - Saîss (2009 - 6 800 m²)
- Ipermercato Meknès - Route Agouraï (2005 - 5 500 m²)
- Ipermercato Meknès - Hamria (2013 - 5 500 m²)
- Ipermercato Taza (2012 - 2 600 m²)

### Souss - Massa (2)
- Ipermercato Agadir - Founty (2001 - 8 000 m²)
- Ipermercato Inezgane (2014 - 6 540 m²)

### Sahara (1)
- Ipermercato Guelmim (2014 - 3 000 m²)